# Hahhima
Hahhima – bóg hetycki, personifikacja „Odrętwienia”, mrozu (?).
Według niezupełnie zachowanego zapisu mitu o zaginionym Słońcu na tabliczce z Yozgat prawdopodobnie miał się przechwalać, iż potrafi przywrócić do życia ludzi i zwierzęta. Następnie powoduje „sparaliżowanie” roślin, zwierząt. Bóg burzy posyła po Słońce boga wojny jednak ten zostaje „obezwładniony” przez Hahhimę. Podobnie Inara i Telepinu. Jedynie nie udaje mu się „schwycić” braci i towarzyszy boga Hasamili. Następnie tekst tabliczki jest nieczytelny, prawdopodobnie w spór pomiędzy bogami włącza się Hannahanna.
Hahhima bywa uważany za personifikację letniej posuchy, zamierania wegetacji, ale również zimowego zamierania podczas mrozów, które mają miejsce na Wyżynie Anatolijskiej.